# Universitatea Creștină Partium
Universitatea Creștină Partium este o universitate maghiară în Oradea.

## Istoric

Universitatea Partium

La 19 mai 1990 Consiliul Dirigent al Eparhiei Reformate de pe lângă Piatra Craiului hotărăște, prin decizia nr. 39/1990, înființarea Institutului Superior Reformat „Sulyok István”, și numește membri unui Consiliu de Conducere provizoriu. La data de 1 octombrie, încep anul I de studiu un număr de 238 de studenți, viitori profesori de religie reformată. În februarie 1991, prin autorizația nr. 4805/1991, Secretariatul de Stat pentru Culte aprobă funcționarea instituției nou fondate, ca Facultate de Teologie Reformată, în cadrul  Institutului Teologic Protestant din Cluj. 
Fundația Pro Universitate Partium înființează în anul 2000 în Oradea Universitatea Creștină Partium, ca prima instituție de sine stătătoare a învățământului superior maghiar din România de după 1959. În 2008 Universitatea Creștină Partium este acreditată de către Parlamentul României (Legea 196/2008.10.21).

## Facultăți
- Facultatea de Științe Socio-Umane
- Facultatea de Științe Economice
- Facultatea de Arte

## Finanțare
Universitatea este finanțată de către Episcopia Reformată de lângă Piatra Craiului, de către Guvernul Ungariei și de către comunitatea maghiară din Transilvania.

## Prezent
În anul școlar 2006/2007 au funcționat două facultăți în cadrul universității, unde au studiat 2000 de studenți.